# Francisco José Ventoso Alberdi

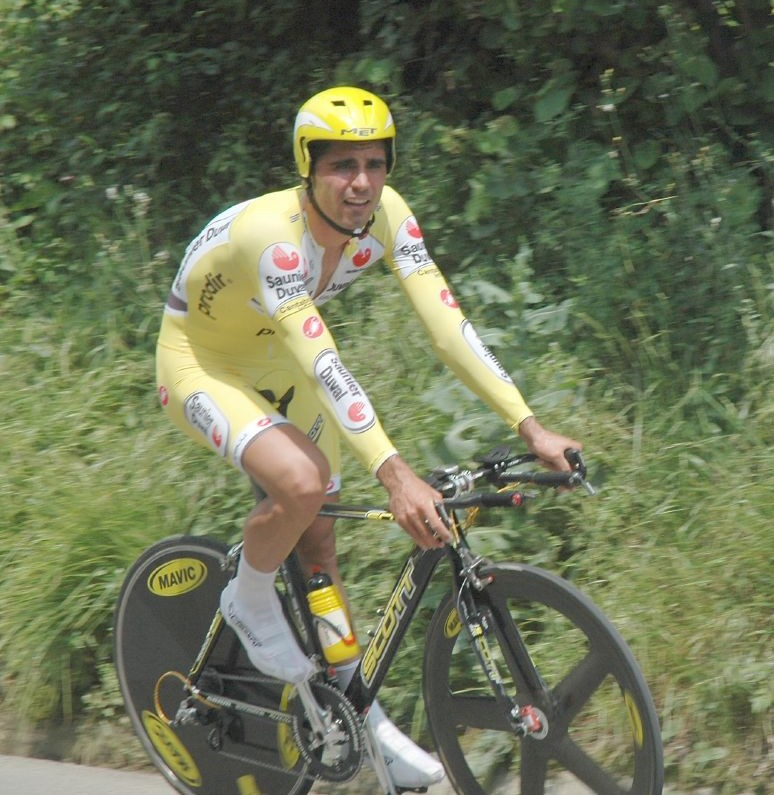
Francisco José Ventoso Alberdi, el 2007

Francisco José Ventoso Alberdi (Reinosa, 6 de maig de 1982) és un ciclista espanyol, professional des del 2004.
Bon esprínter, la seva victòria més important fins al moment és una etapa de la Volta a Espanya de 2006 amb final a Almendralejo.
En un control antidopatge realitzat el 28 de maig de 2008 va donar possitiu per furosemida, un diurètic prohibit als esportistes perquè pot amagar la utilització de substàncies dopants, per la qual cosa fou sancionat amb 9 mesos de suspensió per la RFEC.
El 24 de juny del 2012 va guanyar el Campionat d'Espanya en ruta masculí a Salamanca.
Durant la disputa de la París-Roubaix de 2016 va patir una caiguda que li provocà un important tall a l'alçada de la tíbia per culpa d'un fre de disc. Com a conseqüència de les ferides hagué de ser operat l'endemà per cosir-li el teixit muscular. Dos dies més tard l'UCI prohibia aquesta modalitat de frens.

## Palmarès
- 2004
  - 1r a la Wachovia Championship
  - Vencedor d'una etapa del Tour de Qatar
- 2006
  - Vencedor d'una etapa de la Volta a Espanya
  - Vencedor d'una etapa de la Euskal Bizikleta
- 2007
  - Vencedor de 3 etapes de la Volta a Castella i Lleó
- 2008
  - Vencedor d'una etapa de la Volta a Castella i Lleó
  - Vencedor d'una etapa de la Volta a La Rioja
- 2009
  - 1r a la París-Corrèze
  - 1r al Gran Premi Bruno Beghelli
  - 1r al Cinturó de l'Empordà
  - 1r al Tour de Hainan i vencedor d'una etapa
  - Vencedor d'una etapa de la Volta a la Comunitat de Madrid
  - Vencedor d'una etapa del Tour du Gévaudan
- 2010
  - 1r a la París-Brussel·les
  - Vencedor d'una etapa de la Volta a Andalusia
  - Vencedor d'una etapa del Ster Elektrotoer
  - Vencedor d'una etapa de la Volta a la Comunitat de Madrid
- 2011
  - Vencedor d'una etapa del Giro d'Itàlia
  - Vencedor d'una etapa del Tour Down Under
  - Vencedor d'una etapa de la Volta a Andalusia
  - Vencedor de 2 etapes de la Volta a Castella i Lleó
- 2012
  -  Campió d'Espanya en ruta
  - Vencedor d'una etapa del Giro d'Itàlia
  - Vencedor d'una etapa del Circuit de La Sarthe
  - Vencedor d'una etapa del Tour de Poitou-Charentes

### Resultats al Tour de França
- 2006. 78è de la classisificació general
- 2007. Abandona (14a etapa)
- 2011. 139è de la classificació general

### Resultats a la Volta a Espanya
- 2005. 93è de la classificació general
- 2006. 78è de la classificació general. Vencedor d'una etapa
- 2015. 81è de la classificació general
- 2017. 92è de la classificació general
- 2018. 111è de la classificació general
- 2019. 97è de la classificació general
- 2020. Abandona (5a etapa)

### Resultats al Giro d'Itàlia
- 2005. Abandona (13a etapa)
- 2011. No surt (13a etapa). Vencedor d'una etapa
- 2012. 92è de la classificació general. Vencedor d'una etapa
- 2013. 66è de la classificació general
- 2014. 125è de la classificació general
- 2017. 94è de la classificació general
- 2018. 89è de la classificació general
- 2019. 87è de la classificació general